# Anna Marie af Braunschweig-Calenberg-Göttingen
Anna Marie af Braunschweig-Calenberg-Göttingen (født 23. april 1532, død 20. marts 1568) var hertuginde af Preussen fra 1550 til 1568 som ægtefælle til hertug Albrecht af Preussen.
Anna Marie var en datter af hertug Erik af Braunschweig-Lüneburg (1470-1540) og Elisabeth af Brandenburg (1510-1558). I år 1550 blev hun gift med Albrecht af Preussen (1490-1568) der siden 1525 havde været den første hertug af Preussen. Den 20. marts 1568 døde Albrecht af pesten på borgen i Tapiau i Østpreussen, og 16 timer senere blev han efterfulgt i graven af sin hustru Anna Marie.
Fra ægteskabet kom følgende børn:
- en datter, Elisabeth (1551-1596)
- Albrekt Fredrik af Preussen (1553-1618), som efterfulgte Albrecht som hertug.